# 巴格阿瓦提乡
巴格阿瓦提乡，是中华人民共和国新疆维吾尔自治区喀什地区莎车县下辖的一个乡镇级行政单位。

## 行政区划
巴格阿瓦提乡下辖以下地区：
巴格吉格代村、巴格霍依拉村、巴格阿瓦提村、拜什艾热克村、阿克切克勒村、吐格贝希村、伯克力克铁热木村、喀拉甫塔村、卡拉顿村、阿帕艾热克村和库万库勒村。